# James H. Smith Jr.
James H. Smith Jr. (15 de dezembro de 1909 — 24 de novembro de 1982) foi um velejador estadunidense, campeão olímpico. Ele competiu nos Jogos Olímpicos de Verão de 1948 na classe 6 Metre e conquistou a medalha de ouro a bordo do Uanoria com Herman Whiton, Alfred Loomis, Michael Mooney e James Weekes. Ele foi secretário assistente do Departamento da Marinha dos Estados Unidos de 1953 a 1956 e chefe da Agência dos Estados Unidos para o Desenvolvimento Internacional de 1957 a 1959.
Smith foi educado na Groton School e depois na Universidade Harvard, recebendo o diploma de bacharel em 1931. Em dezembro de 1927, aprendeu a pilotar um Curtiss JN-4 sob a instrução de Charles Lindbergh, recém-retornado de seu voo transatlântico. Ao se formar na faculdade, Smith se matriculou na Reserva da Marinha dos Estados Unidos, e no ano seguinte frequentou a Columbia Law School, graduando-se em direito em 1932, embora nunca tenha exercido a advocacia.